# تاريخ الدار البيضاء
يتسم تاريخ مدينة الدار البيضاء (تسمى أيضا كازابلانكا) بالتحويلات السياسية والثقافية الكثيرة. في أزمان مختلفة، خضعت الدار البيضاء لحكم كل من الأمازيغ والرومان والعرب والبرغواطة والمرابطين والموحدين والبرتغاليين والإسبان والفرنسيين والإنجليز والمغاربة. وكانت لها مكانة مهمة في إقليمها بصفتها مدينة ميناء، الأمر الذي جعلها هدفا مهما لسلسلة الغزاة في تاريخها المبكر.
الاسم الأصلي، آنفا (بالتيفيناغ: ⴰⵏⴼⴰ) ومعناه «منحدر»، كان يستعمله المحليون، والمدنيون الناطقون باللهجة البونيقية-العربية[بحاجة لمصدر] التي كانت منتشرة في جنوب حوض البحر المتوسط حتى دخول جيش الاحتلال الفرنسي في عام 1907، عندما تبنى الاسم الاسباني، كازابلانكا (Casablanca). اسم «آنفا» الآن يشير إلى أحياء المدينة الأصلية القديمة.

## آنفا الرومانية
| تاريخ الدار البيضاء          | آنفا مدينة كبيرة بناها الرومان على ساحل المحيط... | تاريخ الدار البيضاء |
| — ليون الإفريقي، وصف إفريقيا |                                                   |                     |

 المنطقة التي تحتلها مدينة كازابلانكا الآن استوطنها الفنيقيون قبل الميلاد. كانت تستخدم كميناء من قبل الفينيقيين ثم الرومان بعدهم.

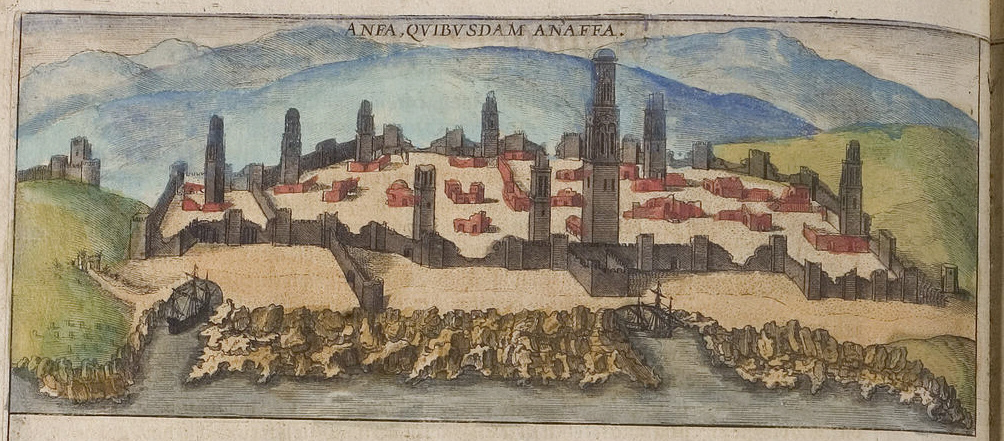
كازابلانكا في 1572، حين مازال تسمي آنفا

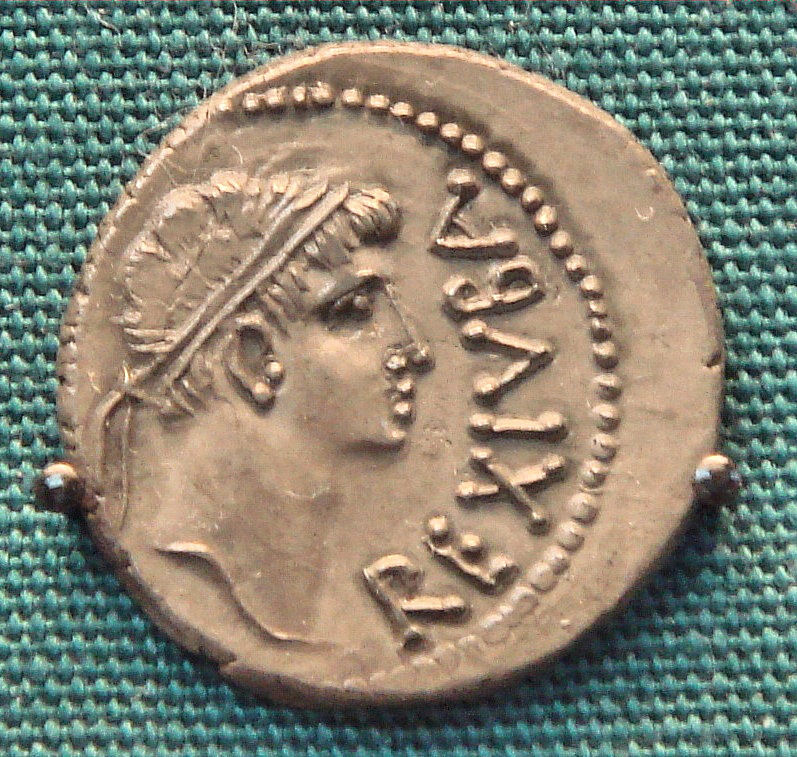
عملة معدنية لـيوبا الثاني شبيهة بإحدى العملات التي عُثر عليها في حطام سفينة في ميناء آنفا الرومانية

احتل الرومان المنطقة منذ 15 قبل الميلاد وأنشأوا ميناء تجاريا متصلا مباشرة بموانئ جزر موگادور في جنوب موريطنية (وخصيصا جزر بوربوراراي، باللاتينية isolae purpurarae) حيث استخرجوا من المريق المحلي صبغة خاصة صبغت الشريط البنفسجي في التوجة الإمبرالية المستخدمة في مجلس الشيوخ في روما.) وفق بلينيوس الأصغر، خاض يوبا الثاني رحلة الاستكشافية إلى جزر الكناري وماديرا، من المرجح أن هذه الرحلة انطلقت من آنفا.
الميناء الروماني، ومن المرجح أنه كان يسمي آنفوس Anfus ، كان دولة أمازيغية تابعة لروما حتى تولى أغسطس الامبراطورية. حينما ضمت روما مملكة بطليموس الموريتاني، انضمت آنفا إلى الامبراطورية الرومانية من قبل كاليغولا. ولكن العلاقة كانت ظاهرية فقط، إذ أقيمت قواتُ الليمس (العسكرية التابعة لموريتانيا الطنجية التي حمت ورعت حدود الامبراطورية) بعض الكيلومترات شمالا من آنفا، جنوب شالة. مع ذلك، فآنفا الرومانية ظلت متصلة من خلال التجارة والعلاقات الاجتماعية-الثقافية مع وليلي حتى غزا الوندال شمال إفريقيا في القرن الخامس.
يبين حطام سفينة رومانية من القرن الثاني، وعُثرت فيها على 169 عملة فضية، أن الرومان استغلوا هذا الميناء المفيد للتجارة. وهناك دليل على تجارة زيت الزيتون مع موقعي وليلي وطنجة الرومانيين منذ القرن الثالث.
وفي نفس الوقت، استقرت قبيلة أمازيغية كبيرة اسمها بورغواطة بين نهري أبي رقراق شمالا من الميناء الروماني وأم الربيع جنوبا، وأنشئت إمبراطورية بورغواطة حوالي سنة 744 وصمدت حتى قهرتها مملكة أمازيغية جديدة في 1068 وهي مملكة المرابطين وسكنها فيما بعد العرب وتحديدا قبيلة بنو هلال العربية
وصف ليون الإفريقي آنفا كمدينة رومانية في منشوره المشهور وصف أفريقيا المكتوبة في القرن السادس عشر.

## غسق آنفا
خلال القرن الرابع عشر، أصبحت آنفا تحت سيطرة الدولة المرينية، فارتقت المدينة إلى مستوى رفيع كميناء، وفي مطلع القرن الخامس عشر استقلت مجددا. ظهرت كميناء آمن للقراصنة، مما جعل البرتغاليون يقومون بمهاجمتها ودمروها عام 1468. استغل البرتغاليون الأطلال ليبنوا حصنا عسكريا في 1515. المنطقة الحضرية حول الحصن سمي كازا برانكا Casa Branca ومعناه الدار البيضاء بالبرتغالية. هم غادروا المنطقة أخيرا في 1755 إثر الزلزال الذي دمرها.

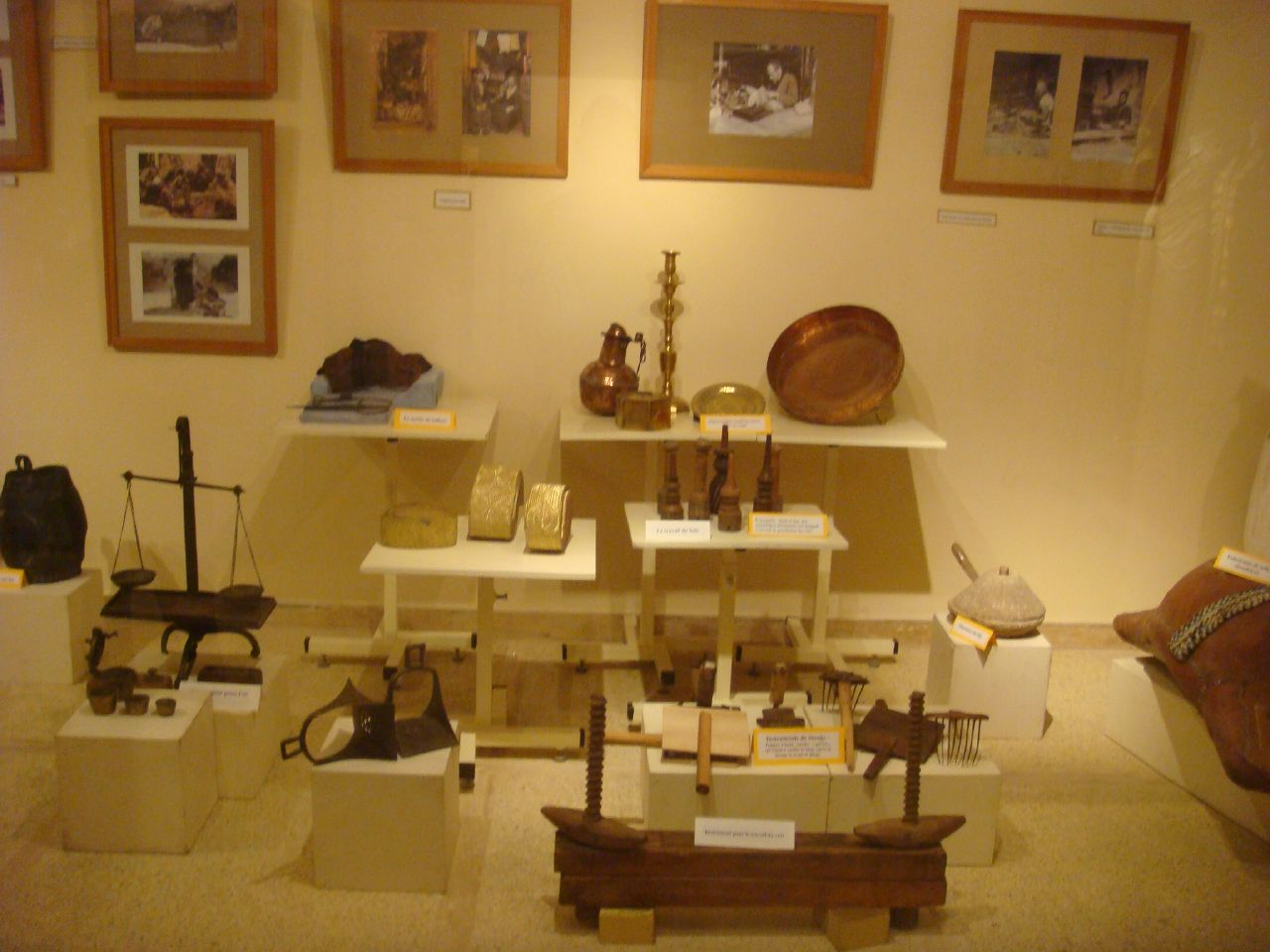
آثار في المتحف اليهودي في كازابلانكا

## الدار البيضاء
مدينة كازابلانكا كما تعرف في يومنا هذا تم تأسيسها في 1770 من قبل السلطان محمد بن عبد الله (1756-1790) وهو حفيد مولى إسماعيل. أيد الإسبان في بنائها فسمي كازا بلانكا (بالإسبانية Casa Blanca) ومعناه الدار البيضاء بالإسبانية.
خططت شوارع «المدينة الأوروبية» للدار البيضاء على تخطيط صممه المعماري اسمه هنري پروست، الذي وضع مركز المدينة محل سوق آنفا المركزي سابقا، فصار ساحة فرنسا (Place de France پلاس دو فغانس)، وهي ساحة الأمم المتحدة الآن، ومن هذه النقطة تمتد كل الشوارع الرئيسية شرقا، مثل شارع المحطة وشارع الجمهورية، وجنوبا، مثل شارع الجنرال موانيي وشارع الجنرال داماد.
في القرن التاسع عشر أصبحت مدينة الدار البيضاء مزودا رئيسيا للصوف لصناعة النسيج المزدهرة في بريطانيا وازدادت كمية حركة الشحن، وفي المقابل، أخذ البريطانيون يصدروا الشاي كذلك، الذي هو الآن مشروب المغرب الوطني. وبحلول عقد 1860، بلغ عدد سكان المدينة حوالي خمسة آلاف نسمة، ثم ازداد إلى ما يقارب عشرة آلاف سنمة بأواخر عقد 1880. ظلت الدار البيضاء ميناء متوسط الحجم بعدد سكان يقارب إثنى عشرة ألف نسمة حتى دخول المستعمرين الفرنسيين، وفي البداية لم يجئ من الفرنسيين إلأ مديرين في مملكة مستقلة في 1906. وبحلول 1921، ازداد عدد سكان المدينة إلى حوالي مئة وعشرة آلاف نسمة وذلك غالبا بتنامي مدن الصفيح العشوائية.

## حكم فرنسي

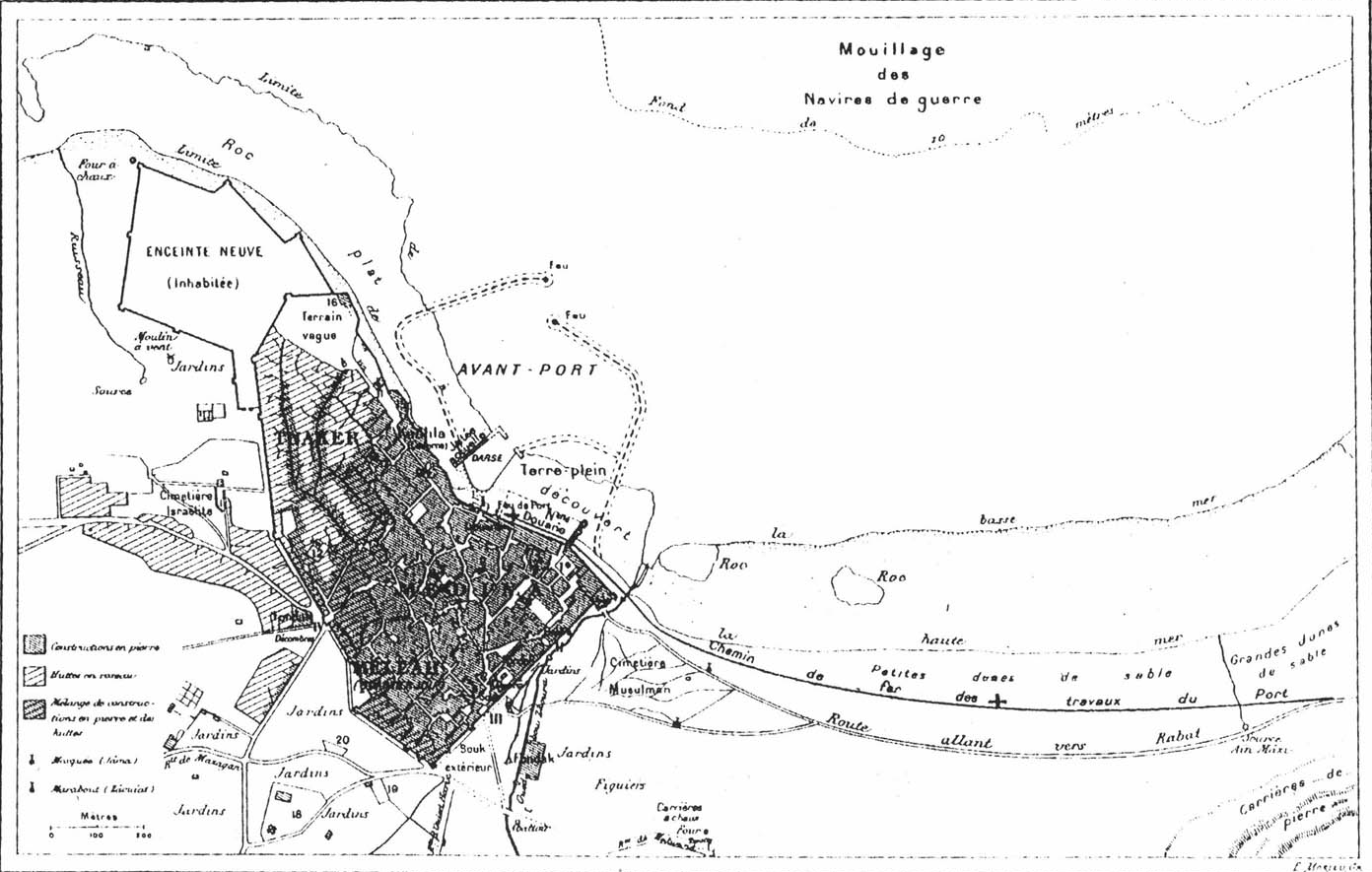
خريطة من إعداد فريدريك فايسغربر تظهر تخطيط مدينة الدار البيضاء عام 1907، لم يتجاوز التجمع السكاني حدود المدينة القديمة قبل الاستعمار

### قصف الدار البيضاء
اضطر المغرب لتوقيع اتفاقية الجزيرة الخضراء في 1906، ومن آثار الاتفاقية أنها أقرت أولوية فرنسا في المغرب أمام الدول الاستعمارية الأوروبية الأخرى، ومنحت صفقة لشركة فرنسية اسمها «الشركة المغربية» لتجديد ميناء الدار البيضاء وبناء ميناء معاصر. كانت الأشغال على الميناء كثيرة صيف 1907، والفرنسيون متواجدون في دار الديوان يسيطرون على إيرادات الجمارك. بني خط سككي يوصل الميناء بمحجر يمر فوق حرمة مقبرة سيدي بليوط، لنقل الأحجار لبناء حاجز الأمواج. طالب قائد قبيلة أولاد حريز الحاج حمو من السيد أبي بكر بن أبي زيد السلاوي وهو ممثل المخزن في الدار البيضاء وقائدها، بثلاثة مطالب: إيقاف الأشغال في الميناء وطرد الفرنسيين من دار الديوان وتدمير القاطرة التي تمر فوق مقبرة سيدي بليوط. لم يستطع القائد أبو بكر الحسم في الأمر فأجله.
يوم 30 يوليو 1907، أرسل الحاج حمو مناديا إلى مدينة الدار البيضاء يدعو السكان إلى الجهاد. تجمع حشد من رجال قبائل الشاوية عددهم 150 يضعون الأحجار فوق السكة وراء القاطرة عزلا لها من المدينة، ودمروها وقتلوا 9 عمال أوروبيين منهم 3 فرنسيون و3 إسبانيون و3 إيطاليون.
صباح يوم 1 أغسطس، وصلت بارجة فرنسية اسمها غاليلي (بالفرنسية: Galilée، گَالِيلَي) من مدينة طنجة ورست أمام الدار البيضاء تنتظر القوات والبوارج القادمين من وهران الخاضعة لفرنسا. يوم 5 أغسطس قرر قائد السفينة إنزال عدد قليل من الجنود ليحتلوا السفارة الفرنسية وهو قرار انتقده الجميع، فهو قرار صاعد الأزمة وعرض المجتمع الأوروبي للخطر، وجعل قائد غليلي يقصف المدينة لحماية القوات في السفارة ذلك المساء.
تواصل القصف على مدينة الدار البيضاء من الخامس إلى السابع من أغسطس، وأسفر عما يتراوح بين 1500 و7000 قتيل مغربي، حسب تقديرات مختلفة، والمدينة دُمرت تدميرا.
تولى الفرنسيون السيطرة على الدار البيضاء ثم استمروا في «إحلال السلام» في الشاوية. وبهذا بدأت عملية الاستعمار الحقيقي مع أن السيطرة الفرنسية لم تكن رسمية حتى سنة 1912.
وكان في فترة الحاكم العسكري «يوباغ ليوطي» حين أخذت الدار البيضاء تتحول إلى عاصمة المغرب الاقتصادية ومن أهم الموانئ في القارة الإفريقية.

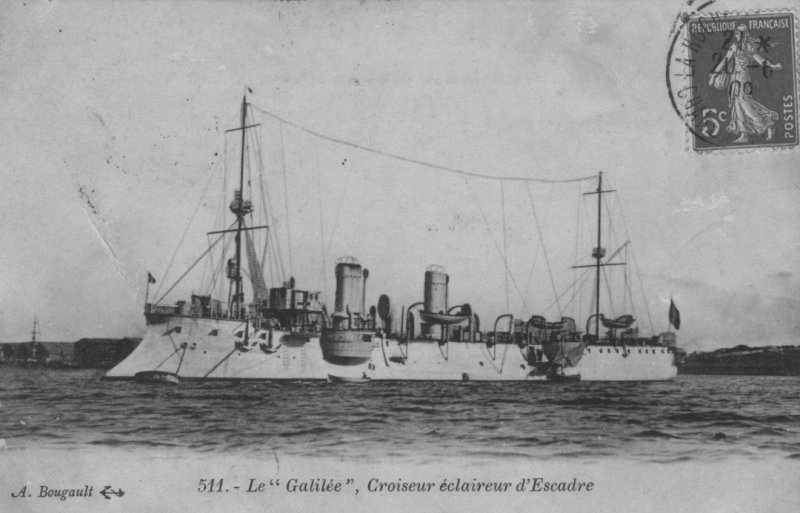
صورة للبارجة گَالِيلَي، من صنف لينوا
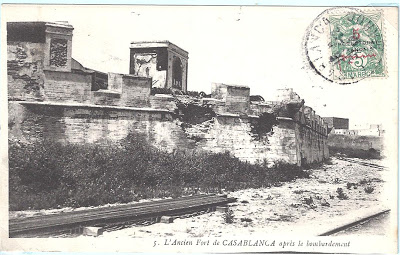
حصن الدار البيضاء القديم المعروفة باسم السقالة، بعد القصف
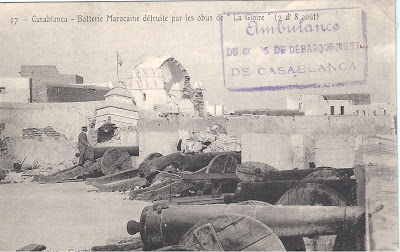
أسلحة مغربية مدمرة من قذائف مدفعية
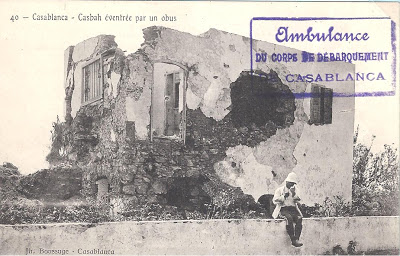
القصبة المقصوفة من قذائف مدفعية
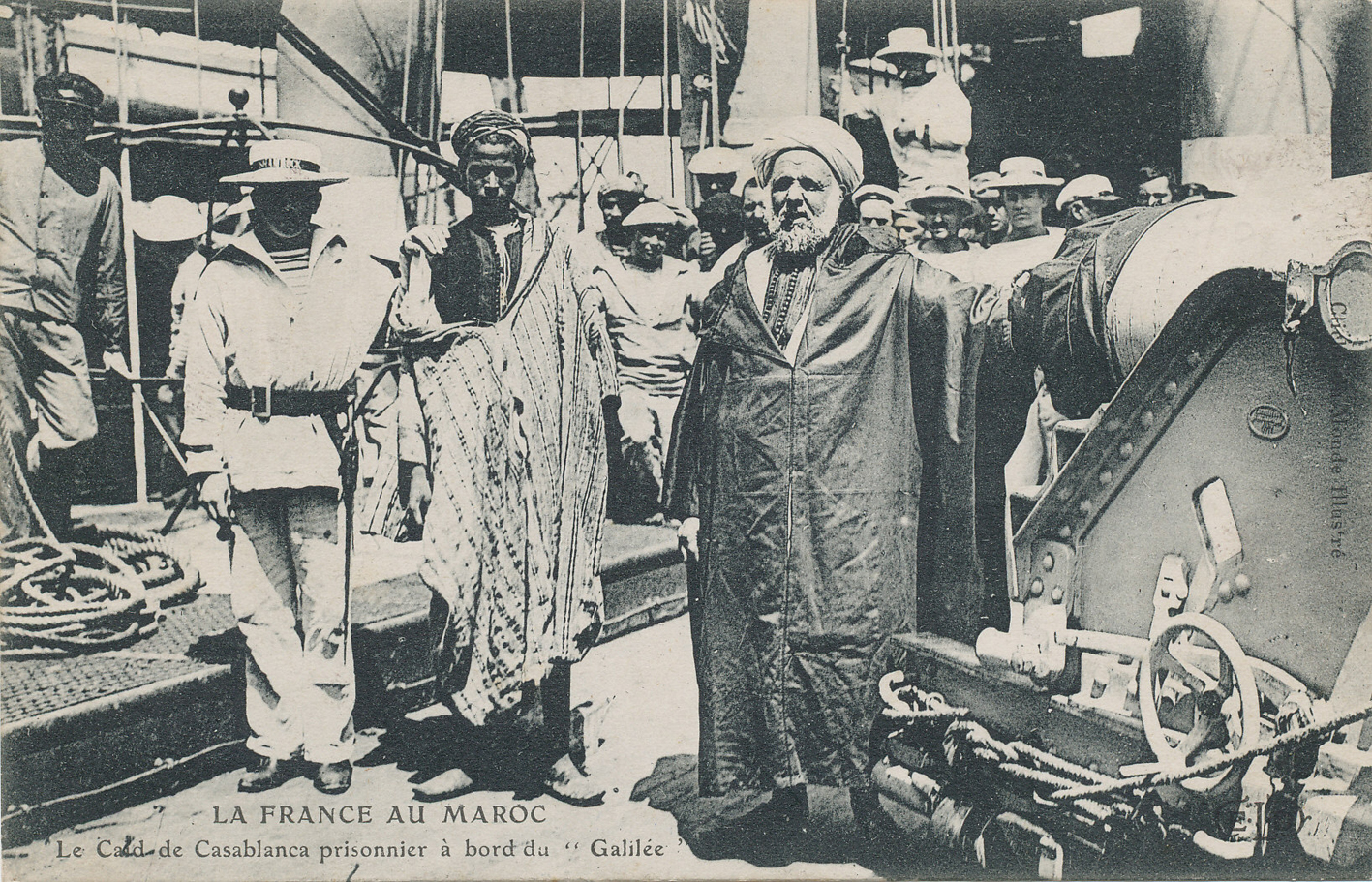
قائد الدار البيضاء الباشا أبو بكر بن أبي زيد السلاوي (يمين) محتجز على متن السفينة الحربية الفرنسية التي قصفت الدار البيضاء 5-7أغسطس 1907

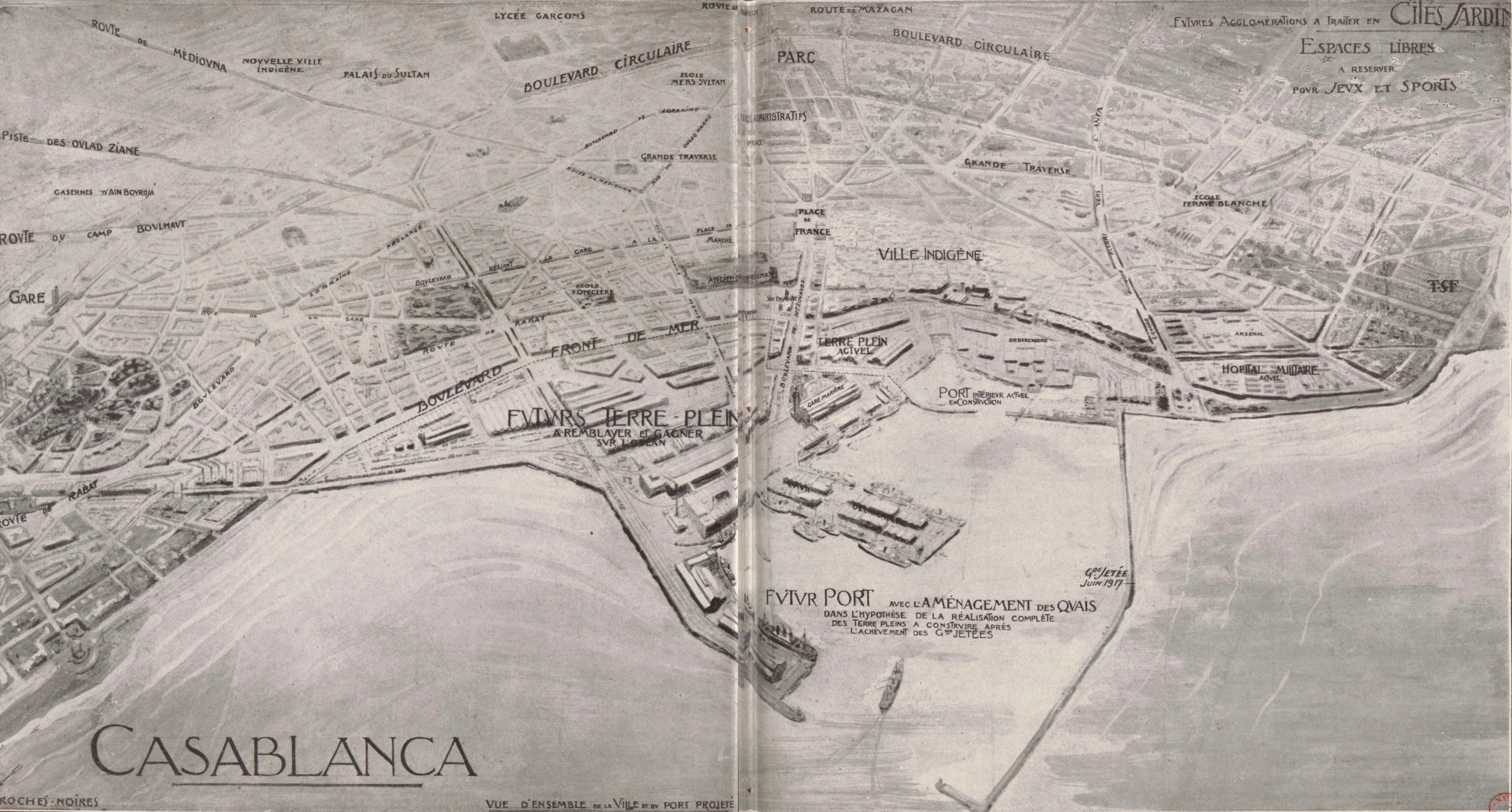
رسم من قلم المهندس هنري بروست لتخطيطه لتطوير مدينة الدار البيضاء ومينائها

الحاكم العسكري الفرنسي، المقيم العام يوباغ ليوطي دعا المعماري والمخطط المدني الفرنسي هنري بروست ليعمل في المغرب، ومدينة الدار البيضاء. اتخذت المدينة شكلها على خططه الحضرية، ثم على خطط ميشال أكوشاغ فيما يخص المدينة الأوروبية (la ville européenne)، بينما اتخذ قسم المدينة «للمحليين،»، بما فيه حي المدينة القديمة و«الحي المخصص» المسمى باسم «بوسبير،» شكلا على خطط أوغوسط كاداي.

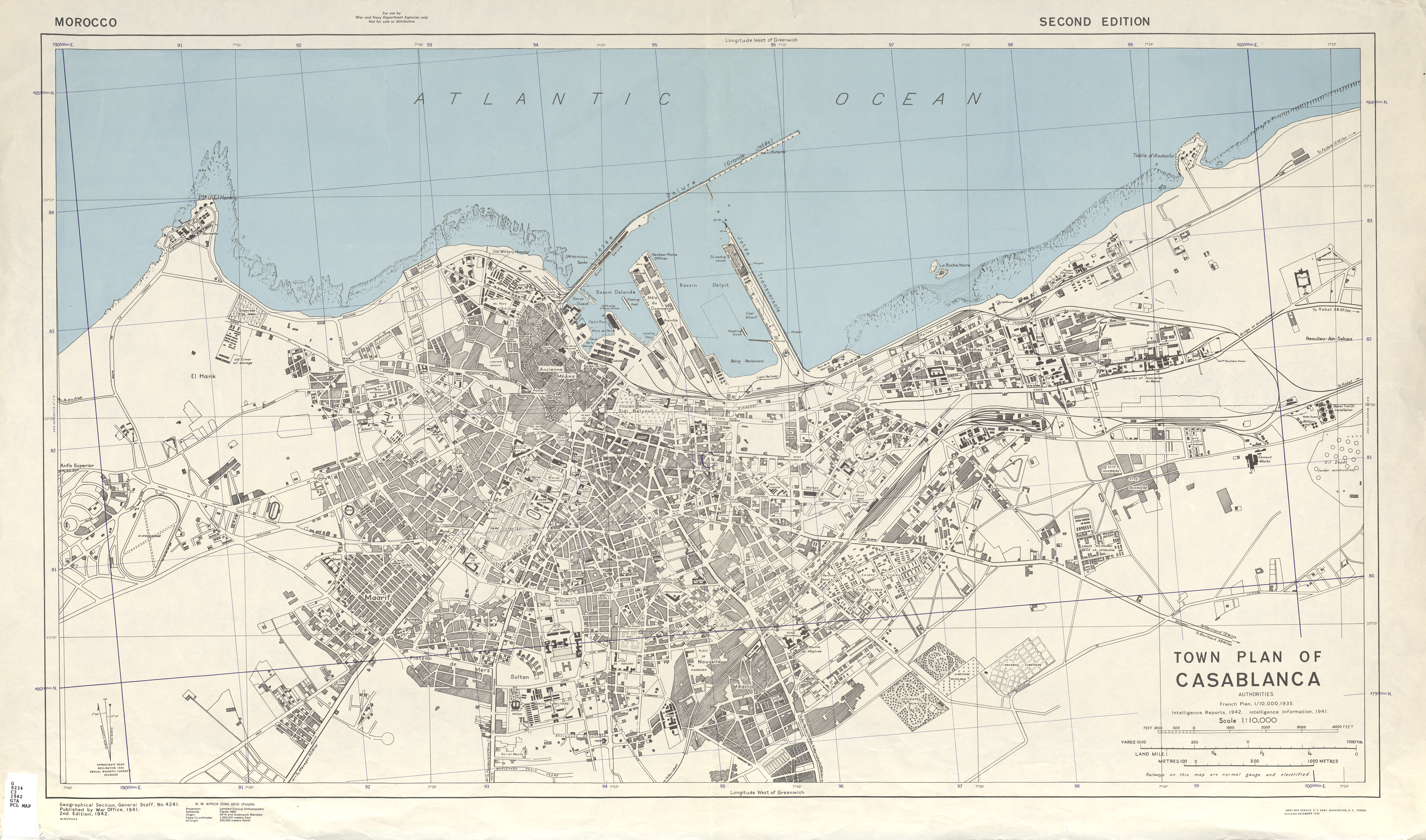
توسعت مدينة الدار البيضاء كثيرا تحت الحكم الفرنسي. كانت مدينة آنفا قبل ذلك تتكون من المدينة القديمة فقط.

## الحرب العالمية الثانية

### عملية الشعلة
كانت لميناء الدار البيضاء أهمية خلال الحرب العالمية الثانية. في نوفمبر 1942 نظمت القوات البريطانية والأميركية هجوما ثلاثي الأطراف على شمال إفريقيا المعروف باسم «عملية الشعلة» وكان أقصى الأطراف غربا في هذه العملية هو الدار البيضاء.
هبطت فرقة عمل أميركي بريطاني ساعة الفجر يوم 8 نوفمبر 1942 في 3 مواقع في المغرب: آسفي (عملية حجرة سوداء) وفضالة—المحمدية الآن— (عملية دغل، وهي الهبوط الأكبر بتقريبا 19,000 جندي) والمهدية وبور ليوطي—القنيطرة الآن— (عملية عارضة)، ولم يتم قصف أولي على الأهداف وذلك أملا في أن الفرنسيين لن تقاوموا، ما كان خطأ جسيما أسفر عن مقتل قوات أميركية على يد الفرنسيين.
حاول الفريق الأول الفرنسي المؤيد للحلفاء أنتوان بيتواغ (Antoine Béthouart) أن ينفذ انقلابا على القيادة الفرنسية في المغرب ليلة 7 نوفمبر حتى يستسلم لقوات الحلفاء اليوم التالي. حاصرت قواته دار المقيم العام شاغل نوغاي (Charles Noguès) المخلص لفيشي، ولكن المقيم العام اتصل بقوات موالية فهي استطاعت إنهاء الانقلاب. وإضافة لذلك، المحاولة أخبرت شاغل نوغاي بغزو الحلفاء الوشيك فعزز الدفاعات الفرنسية الساحلية.

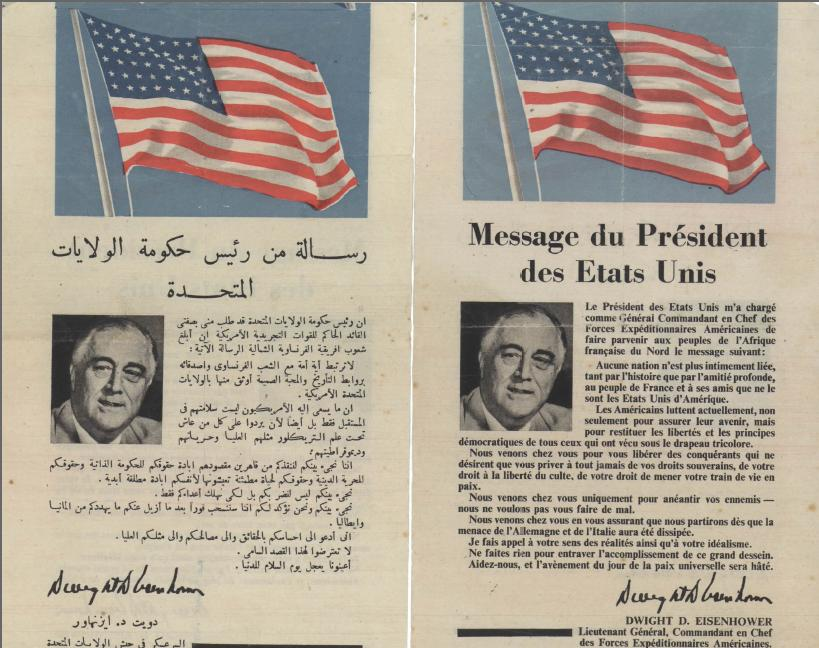
نشرتان بالعربية والفرنسية تحملان رسالة من رئيس الولايات المتحدة فرانكلين روزفلت وزعتهما قوات الحلفاء في شوارع الدار البيضاء دعوة إلى التعاون مع قوات الحلفاء.

وكانت الحملة في آسفي، والتي غرضها الاستيلاء على مرافق الميناء لهبوط الدبابات المنتمية لفرقة العمل الغربية، ناجحة باعتبار أن القوات الأميركية احتلت المدينة قبل منتصف اليوم 8 نوفمبر، وذلك أن المدافع الساحلية الفرنسية أطلقت النيران على القوات الأميركية، فردت البوارج الأميركية عليها، والقناصون الفرنسيون نالوا من المشاة على الشاطئ، إلا أن طائرات مقاتلة للحلفاء انطلقت من حاملة طائرات تمكنت من ضربة جوية على قافلة شاحنات فرنسية فاستسلمت المدينة وبحلول 10 نوفمبر طورد المدافعين المتبقيين وتوجهت قوات الحفلفاء إلى الدار البيضاء للاستيلاء عليها.
أما في بور ليوطي فتأخرت قوات الحلفاء وتم الهبوط تحت تبادل النيران مدفعية ولكن تم الوصول إلى الأهداف بفضل الدعم الجوي، وأما في فضالة فتأخر الهبوط بسبب الطقس فتم تحت تبادل النيران كذلك.
حاصرت القوات الأميركية مدينة الدار البيضاء 10 نوفمبر واستسلمت المدينة قبل الموعد المرتقب للهجوم الأخير بساعة فقط.

### فيلم «كازابلانكا»
الفيلم المشهور «كازابلانكا» من 1942 أبرز حالة المدينة الاستعمارية آنذاك، فالفيلم يصور المدينة على أنها مسرح لصراع على السلطة بين قوى أوروبية منافسة يجري بلا إشارة إلى السكان المغاربة المحليين، فمن طاقم الشخصيات العالمية (من الولايات المتحدة وفرنسا وألمانيا والجمهورية التشيكية وبعض الدول الأخرى)، لا يوجد حتى مغربي أو عربي واحد.

### مؤتمر الدار البيضاء
مدينة الدار البيضاء كانت ميناء مهما خلال الحرب العالمية الثانية وجرى عقد مؤتمر الدار البيضاء فيها ويسمى كذلك مؤتمر آنفا. من يوم 14 إلى يوم 24 من يناير 1943، ناقش وضع الحرب كل من ونستون تشرتشل وفرانكلين روزفلت. وآونت الدار البيضاء قاعدة جوية أميركية لكل الطائرات العسكرية الأميركية في «المسرح الأروبي» خلال الحرب العالمية الثانية.

## نحو الاستقلال

### النضال ضد الاستعمار الفرنسي
في الأربعينات والخمسينات، كانت الدار البيضاء مركزا للحركة المقاومة والشغب المعادي للفرنسيين.

#### أحداث 1947
في 7 أبريل 1947، قَتلت الكتائب السنغالية في تمثيل القوات الفرنسية عشرات من المغاربة المدنيين وأصابوا ما يفوق مائة جرحى في مجزرة بشعة. كان السلطان محمد الخامس سيركب قطارا إلى طنجة ترميزا إلى وحدة التراب المغربي بين الجنوب والشمال، استعدادا لتقديم طلب الاستقلال. حسب ما قاله الصحفي لحسن العسبي، لم ترض الحكومة الاستعمارية الفرنسية عن الظروف فخطفت قائدَ كتيبة من المناوشين السنغاليين الذين جندوهم الفرنسيون ليعملوا لمصالحهم الاستعمارية (وقد يكونون من أي ناحية من إفريقيا الغربية وليس السنغال تحديدا) واغتالوا هذا القائد وقطعوا عضوه التناسلي ورموه قرب ثكنة المناوشين توريطا للمغاربة بالجريمة.
تسلح المناوشون فخرجوا يطلقون الرصاص عشائيا في أحياء الدار البيضاء، تحديدا في: ودرب الكبير وابن أمسيك وگراج علال وطريق مديونة يصيبون الكبار والصغار المدنيين انتقاما من الاغتيال.
رجع السلطان محمد الخامس إلى الدار البيضاء ليؤيد الضحايا العائلات المصابة ودعا إلى إضراب عام ثم ذهب لطنجة ليلقي خطابه طلبا للاستقلال على الموعد المقرر.
مع هذه الجريمة، بدأ بعض المناضلين أن يقتنعوا بأن الحل للاستعمار ليس حلا سياسيا بل هو مواجهة عنف المستعمرين في مجتمعهم بالعنف المقابل.

#### انتفاضة الدار البيضاء ضد التدخل الاستعماري
يوم الجمعة 5 ديسمبر 1952، اغتيل الزعيم النقابي التونسي فرحات حشاد الذي استهدفته المخابرات الفرنسية وخصوصا تنظيم اليد الحمراء الإرهابي بسبب نشطاته الديموقراطية والاجتماعية والنقابية ضد أغراض القوى الاستعمارية. أثار اغتياله مظاهرات في مدن شمال إفريقيا والشرق الأوسط بل ومدن أوروبا كذلك، وربما أشدها كانت الانتفاضة في الدار البيضاء التي استغرقت من 7 إلى 8 ديسمبر ومات خلالها 40 شخصا.

#### تفجير السوق المركزي
في صباح عيد الميلاد سنة 1953، نفذ المناضل المغربي محمد الزرقطوني تفجير السوق المركزي قصدا إلى مصالح الفرنسيين وقتل 16 شخصا.

## منذ الاستقلال

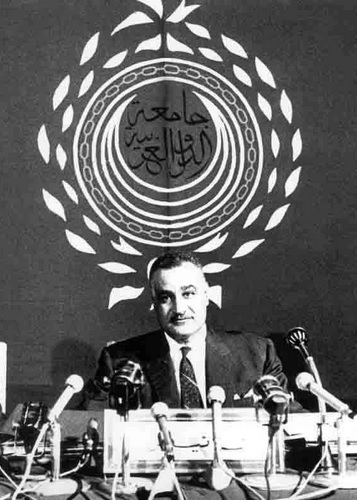
جما عبدالناصر 1965, في قمة جامعة الدول العربية في الدار البيضاء

المغرب استعادت استقلالها من فرنسا في 2 مارس 1956.
نفذت فرع من الموساد معروف باسم «ميسغيريت» عملية ياخين بين نوفمبر 1961 وربيع 1964، وهي عملية لتهجير اليهود المغاربة سرا إلى إسرائيل، وغادر حوالي 97,000 يهودي من المغرب بالطائرة والسفينة انطلاقا من طنجة والدار البيضاء. وهذا الحدث غير نسيج مجتمع المغرب بصفة عامة والدار البيضاء بصفة خاصة.
في عام 1930، استضافت الدار البيضاء جولة من بطولة العالم فورمولا 1. عقد السباق في ميدان سباق أنفا. في عام 1958، السباق عقد في دائرة عين دياب. في عام 1983 الدار البيضاء استضافت دورة لألعاب البحر الأبيض المتوسط.
أصيبت الدار البيضاء بسلسلة من التفجيرات المُتزامنة بالأحزمة الناسفة يوم 16 مايو 2003. وقال وزير الداخلية المغربية مصطفى ساهل إن هذه الأحداث تحمل صفة «الإرهاب الدولي» 